# Ostrovica, Tutin
Ostrovica (izvirno srbsko Островица) je naselje v Srbiji, ki upravno spada pod Občino Tutin; slednja pa je del Raškega upravnega okraja.

## Demografija
V naselju živi 30 polnoletnih prebivalcev, pri čemer je njihova povprečna starost 42,5 let (51,0 pri moških in 34,4 pri ženskah). Naselje ima 14 gospodinjstev, pri čemer je povprečno število članov na gospodinjstvo 2,86.
Prebivalstvo je večinoma nehomogeno.
|  |

| Demografija | Demografija     | Demografija     |
| Leto        | Št. prebivalcev | Št. prebivalcev |
| ----------- | --------------- | --------------- |
|             |                 |                 |
|             |                 |                 |
|             |                 |                 |
|             |                 |                 |
| 1948        | 218             |                 |
| 1953        | 241             |                 |
| 1961        | 246             |                 |
| 1971        | 215             |                 |
| 1981        | 144             |                 |
| 1991        | 87              | 87              |
| 2002        | 45              | 40              |
|             |                 |                 |

| Etnična sestava po popisu iz leta 2002 | Etnična sestava po popisu iz leta 2002 | Etnična sestava po popisu iz leta 2002 | Etnična sestava po popisu iz leta 2002 | Etnična sestava po popisu iz leta 2002 |
| -------------------------------------- | -------------------------------------- | -------------------------------------- | -------------------------------------- | -------------------------------------- |
| Bošnjaki                               | Bošnjaki                               |                                        | 23                                     | 57,5%                                  |
| Srbi                                   | Srbi                                   |                                        | 17                                     | 42,5%                                  |
| Neznano                                | Neznano                                |                                        | 0                                      | 0,0%                                   |